# 폴 라이언
폴 데이비스 라이언 주니어(영어: Paul Davis Ryan Jr., 1970년 1월 29일 ~ )은 미국의 공화당 정치인으로 2012년 대통령 후보 밋 롬니의 러닝메이트였다. 2015년 그는 연방 하원의장으로서 차지하였다.
공화당 의원 라이언은 1999년 이래 위스콘신주 제1선거구의 연방 하원을 지내왔고, 2015년 1월 하원 세입 위원회의 의장이 되었다. 그는 2011년부터 2015년까지 하원 예산 위원회의 의장이었으며 자신의 당에서 재정적으로 보수적인 의견으로 숙고되었다. 2012년 미국 대통령 선거에서 라이언은 최후적으로 민주당의 현직 대통령 버락 오바마에게 패한 공화당 후보 밋 롬니의 러닝메이트였다. 라이언은 2014년 자신의 의회 의석으로 재선되었고, 이어진 해에 하원의장으로 투표되어 150년 가까이 그 역할을 보유하는 데 최연소자가 되었다.

## 어린 시절
위스콘신주 제인즈빌에서 태어났다. 그의 아버지 폴 라이언 시니어는 검사였고, 어머니 베티 라이언은 주부였다. 라이언은 1명의 누이 재닛과 2명의 형 토빈과 스탠이 있었다.
라이언은 제인즈빌에 있는 조지프 A. 크레이그 스쿨을 졸업하였다. 그는 마이애미 대학교에서 수학하러 가 1992년 경제학과 정치학에서 학위과함께 졸업하였다. 대학 졸업 후에 라이언은 위스콘신주 건설 회사의 가족 운영 지점을 위하여 마케팅 고문으로 일하기 시작하였다. 몇년 후에 정계에 입문하여 상원 밥 캐스턴, 후에 상원 샘 브라운백과 뉴욕주 공화당 하원 잭 켐프를 위하여 입법 측근자로 일하였다.
라이언은 에인 랜드의 문학을 읽은 후에 정부에 흥미를 가지게 되었는 데 라이언은 랜드의 "객관주의" 철학을 동의한다고 말하여 그녀의 철학을 "개인주의 대 집단주의"의 싸움으로 관계시켰으나 후에 자신이 그것은 무신론에 근거를 두었다고 믿기 때문에 랜드의 철학을 거절한다고 진술하였다. 뉴요커에서 2012년 8월 기사에 의하면, 라이언은 랜드에 관하여 "난 그녀의 철학을 거절한다. 그것은 무신론의 철학이다. 그것은 인간 상호 작용을 단순한 계약으로 줄이며 나의 세계관에 정반대이다. 만약 누군가 나에게 인식론에 사람의 견해를 붙여 넣으려고 한다면, 나에게 토머스 아퀴나스를 준다."고 말하였다.

## 정치 경력
1998년 28세의 나이에 라이언은 연방 하원으로 선출되어 위스콘신주 제1선거구를 대표하였다. 그는 2011년부터 2015년까지 하원 예산 위윈회의 의장을 지내기 시작하였다. 이 역할에서 그는 민주당 상원 패티 머피와 함께 2013년의 2당파 예산법을 협상하는 도움을 주었다.

### 2012년 정·부통령 선거 운동

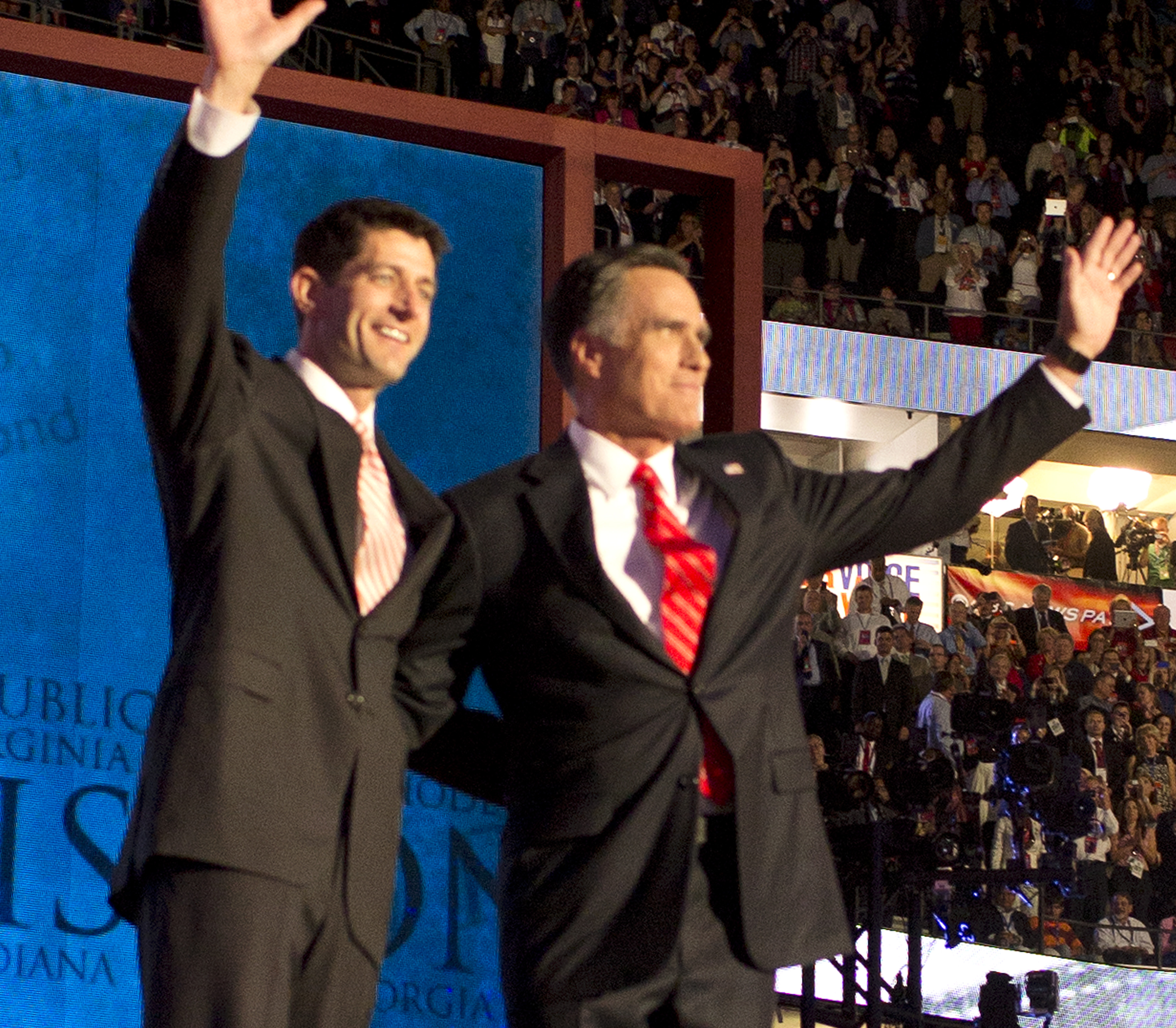
2012년 공화당 전당 대회에서 밋 롬니와 함께

2012년 8월 11일 전 매사추세츠주지사이자 2012년 공화당 대통령 후보 밋 롬니는 자신의 선거 운동의 모바일폰 신청을 통하여 부통령을 위한 자신의 러닝메이트로서 재정적 보수주의자들의 호의로 라이언을 공고하였다. 공고는 2012년 대선을 위하여 가능한 부통령 후보들에 매체의 추측의 기간에 끝났다.
플로리다주 탬파에서 열린 2012년 공화당 전당 대회의 첫날이었던 8월 28일 롬니는 공식적으로 선거를 위하여 공화당의 대통령 후보 지명자로 임명되었다. (롬니는 5월 공화당의 추정에 의한 후보 지명자로 예비 선거들에서 릭 샌토럼과 론 폴을 포함한 자신의 경쟁자들을 지배하였다.) 공화당 전당 대회가 있던 동안 2012년 선거 후보자들 롬니와 라이언은 부인들 앤 롬니와 전 검사이자 주부가 된 재나 라이언은 물론 몇몇의 공화당 정치인들로부터 지지를 받았다. 재나 여사는 잠시의 연설과 함께 남편을 위한 지지에 과한 말들을 제공하여 "난 이 여행에 나, 나의 남편 폴과 우리의 3명의 자녀들을 환영한 것에 롬니에게 그냥 감사하다고 말하고 싶습니다. 그것은 당신 모두와 함께 미국의 복귀 팀이 되어 큰 영광입니다."라고 진술하였다.
라이언은 공화당으로 긴 연설과 함께 전당 대회의 이틀째 날에 중심 무대에 올라가 "롬니 주지사가 나에게 공천 후보에 가입하는 데 의문하였을 때 난 '이 일을 끝냅시다.'라고 말하였습니다. 그리고 그 일은 정확히 우리가 할 것입니다."라고 진술되었다.

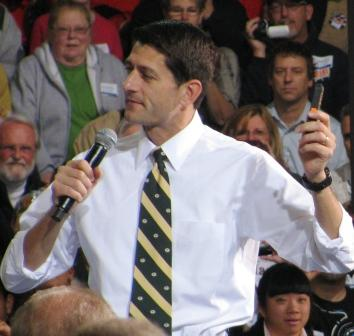
캐럴 대학교에서 선거 운동을 벌이는 라이언

그가 말한대로 CBS 뉴스에 의하여 찍힌 사진은 설교에 감동을 받은 것으로 나타난 부통령 후보의 정치적 제휴 위스콘신주지사 스콧 워커의 감정을 보여주었다. 하지만 모두가 동등하게 감동되지 않았는 데 라이언은 버락 오바마 대통령에 관하여 비난의 소감들과 함께 맹렬하게 공격된 그의 이야기의 정확성을 여긴 많은 뉴스의 지방 방송국들로부터 비판을 받았다. 오바마 대통령과 그의 행정부에 관하여 라이언은 "대학 졸업생들은 자신들의 어린 시절 침실에서 자신들의 20대 살 필요가 없어야 하며 자신들이 나가서 인생을 갈 수 있을 때 희미해지는 오바마 포스터들을 쳐다보고 궁금해 하지 말아야 한다 ... 우리들 아무도 다음으로 하나의 자격으로 지루하고 모험이 없는 여정, 정부가 계획한 인생, 우리가 아닌 모두가 자유스러운 국가로 최고의 오바마 행정부의 제공들을 위하여 안주할 필요가 없다."고 진술하였다.
11월 6일 선거의 결과가 공고되었으며 롬니는 일찍이 가까이 남은 손에 땀을 쥐는 경주에서 오바마에 의하여 꺾였다. 오바마는 선거 투표의 60 퍼센트 가까이 이겼으며, 또한 1백만개의 비밀 투표에 의하여 일반 투표를 이겼다.
라이언이 자신의 부통령 입찰을 패한 동안 그는 자신의 고향 주에서 명확하게 여전히 인기가 있었다. 그는 실질적인 차이에 의하여 2014년 연방 하원으로 재선을 이겼다. 라이언은 자신의 민주당 상대 롭 저번을 꺾어 투표의 63 퍼센트 이상을 이겼다. 저번은 36 퍼센트 만을 받았다.

### 하원의 의장

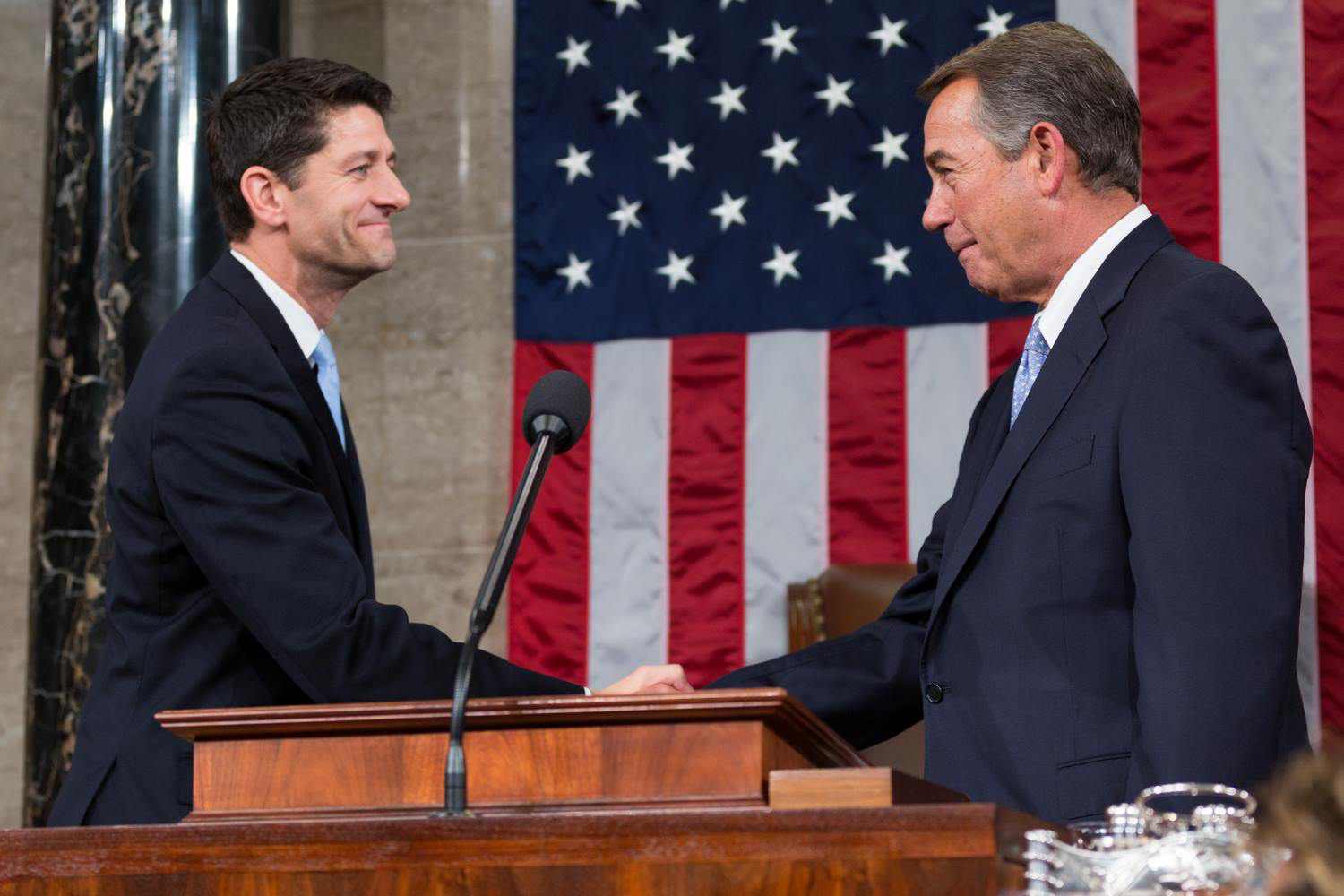
하원 의장으로서 퇴임하는 존 베이너와 함께

2015년 1월 라이언은 하원 세입 위원회의 회장이 되었다. 라리언은 9월 25일 존 베이너가 하원 의장으로서 자신의 직위를 사임했을 때, 공화당의 리더십에서 더욱 큰 역할을 택하는 데 요청하였고 곧 후에 여당의 지도자이자 베이너를 대체하는 호의적이었던 케빈 매카시가 직위를 위한 숙고로부터 자신을 물러나게 하였다. 라이언은 시초적으로 의장을 위하여 나가는 데 거부하였으나 10월 25일 그는 자신을 위한 그들의 지지를 통합하고 보이는 데 공화당의 다른 당파들을 위한 필요성을 포함하여 특정 조건이 충족되면 자신이 나갈 것이라고 말하였다. 기자 회견에서 라이언은 "우리는 문제가 되었습니다. 만약 나의 동료들이 하원 의장이 되는 데 나를 맡긴다면 난 우리가 해결이 되기를 원합니다."라고 말하였다. 그는 자신이 "반대자로부터 제안자"로 공화당을 변형시키고 싶다고 추가하였다.
라이언은 "난 의회 만을 위해서가 아닌, 공화당 만을 위해서가 아니라 우리의 국가를 위하여 이것이 매우 비참한 순간이라는 결론에 도달하였습니다."라고 말하면서 자신의 가족이 우선 순위를 유지할 것이라고 추가하였다. "난 나의 가족 시간을 포기할 수 없거나 포기하지 않을 것입니다. 난 이전 의장들 만큼 자주 행로에 있지 않을 수 있으나 우리의 전망, 우리의 전갈을 소통하는 더욱 많은 시간과 함께 난 그것을 시도하고 보충할 것을 맹세합니다."

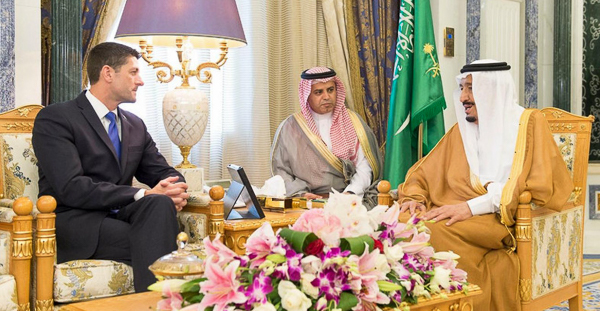
사우디아라비아 국왕 살만 빈 압둘아지즈 알사우드와 회담에서

10월 22일의 밤에 라이언은 자신이 공화당 안에서 3개의 당파들로부터 지지를 받은 후, 공식적으로 자신이 하원 의장을 위하여 출마할 것을 공고하였다. 공화당원들의 하원으로 보낸 편지에서 라이언은 "난 내가 의장이 될 것으 전혀 생각하지 않았습니다. 그러나 난 만약 내가 통합 인물일 수 있었다면 내가 지낼 것이며 기진맥진하여 갈 것을 당신들에게 맹세합니다. 당신들의 너무 많은이들과 이야기하고 당신들의 격려의 말들을 들은 후, 난 하나의 연합된 팀으로서 앞으로 나가는 데 우리가 준비된 것을 믿습니다. 그리고 난 우리의 의장이 되는 데 준비되고 열망합니다."라고 썼다.
10월 29일 라이언은 236개의 투표와 함께 하원의 54대 의장으로 선출되었다. 45세의 나이에 그는 1869년 이래 선출되는 데 최연소 의장이다.

## 2016년 대통령 선거와 트럼프와 관계

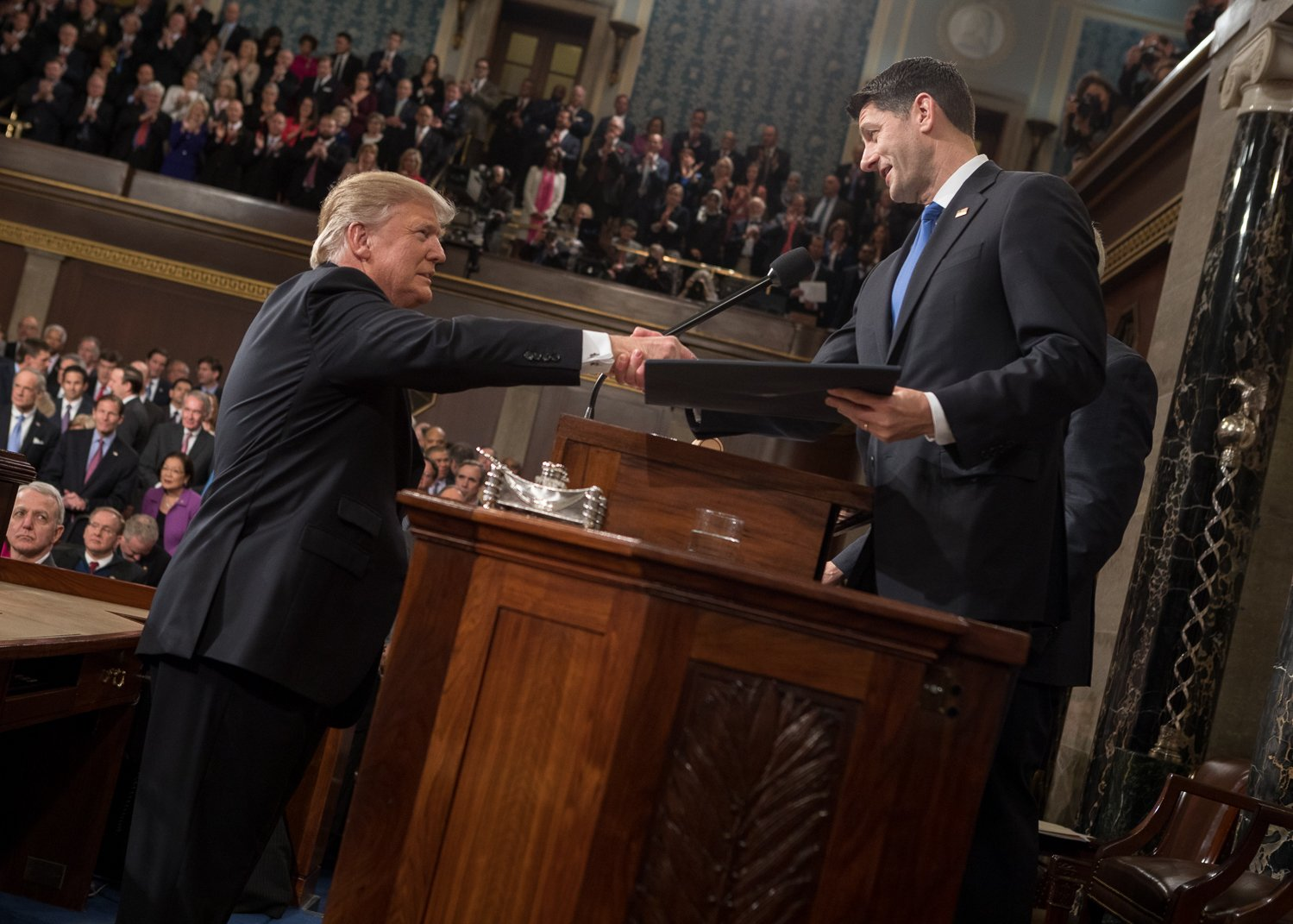
상하 양원 합동 회의에 연설로 대비하여 도널드 트럼프 대통령과 악수하는 라이언 (2017년 2월 28일)

2016년 5월 도널드 트럼프는 대통령을 위하여 추정에 의한 후보 지명자로 임명되었다. 라이언은 트럼프와 자신의 보증을 연기하여 기자들에게 "난 마음에 둔 스케줄이 없다."라고 말하였다.
6월 2일 라이언은 "제인즈빌 가젯"에서 사설란의 맞은 면에 기사에서 자신이 트럼프를 위하여 투표할 것을 썼다. - "난 그가 국민들의 생활을 향상시키는 도움을 주는 데 법률로 이 의제에서 아이디어를 바꾸는 도움을 줄 자신감을 느낀다."라고 썼다.
하지만 다음날 라이언은 연방 재판관 곤살로 쿠리엘이 자신의 멕시코인 혈통 때문에 트럼프 대학교에 사기 사건에서 공정 할 수 없었던 트럼프의 고발에 문제가 발생하였다. 그는 "자신의 인종 때문에 자신들의 업무를 할 수 없는 사람을 주장하는 것은 일종의 인종 차별 소감에 관한 교본의 말뜻이다."라고 말하였다.
라이언은 또한 6월 12일 올랜도 나이트클럽에 테러리스트의 공격에 이어 대통령 후보 지명자가 두배로 감소한 미국 입국으로부터 무슬림들을 금지시키는 트럼프의 계획을 거절하였다. 라이언은 "이것은 과격파 이슬람과 전쟁이다."라며 "그것은 이슬람과 전쟁이 아니다. 무슬림들은 우리의 파트너들이다. 이 국가를 주위, 그리고 세계를 주위로 대다수의 무슬림들은 온건하다. 그들은 평화적이며 관대하다."라고 말하였다.
7월 공화당 전당 대회에서 라이언은 당의 단결을 요구하였고, 그 다른점들을 인정하였다. 그는 "민주주의는 일련의 선택입니다."며 "우리 공화당원들은 우리의 선택을 만들었습니다. 우리가 금년 우리의 주장들을 만들었습니까? 물론, 우리는 그랬습니다. 당신은 내가 그것들을 무엇으로 부르는지 아십니까? 삶의 표시이며, 운동을 거치지 않고, 똑같은 낡은 것을 위하여 새로운 말을 하지 않는 당의 표시입니다."라고 말하였다.
트럼프와 라이언 사이의 긴장들이 라이언의 상원 경주에서 그를 승인하는 데 트럼프의 거부와 함께 지속되어 워싱턴 포스트에 "난 폴을 좋아하나 이것들은 우리의 국가를 위하여 끔찍한 시간들이다. 우리는 매우 강한 리더십이 필요하다. 우리는 매우, 매우 강한 리더십이 필요하다고. 그리고 난 아직 거기에 있지 않다. 난 아직 거기에 있지 않다고."라고 말하였다.
트럼프의 부통령 러닝메이트 마이크 펜스는 8월 4일 라이언을 승인하였고, 이어진 날에 트럼프는 그의 성원을 주었다. 트럼프는 "우리는 혼란들을 가질 것이나 우리는 친구로서 불동의할 것이고 승리를 향하여 일하는 데 전혀 멈추지 않을 것이다."라며 "그리고 실제 변화를 위하여 매우 중요하게. 그래서 다시 미국을 거대하게 만드는 데 우리의 공동 사명에서 난 우리의 하원 의장 폴 라이언을 성원하고 뒷받침한다."라고 말하였다.
워싱턴 포스트가 그가 키스하고 모색하는 여성들을 음란하게 묘사한 것에 2005년 기록을 발간했을 때 10월 7일 또다른 트럼프 스캔들이 떠올랐다. 라이언은 다음날 트럼프에게 선거 운동 이벤트에 참석하지 말도록 의문하였고, 진술에 "난 내가 오늘 들은 것에 의하여 구역질이 난다. 여성들은 객관화되지 않고 옹호되고 존경 받아야한다. 난 트럼프 씨가 그것은 가치가 있는 진지함과 함께 이 상황을 간주하고, 그가 이 영상이 보여주는 것보다 여성에 대한 존경심이 더 크다는 것을 국가에 시연하기를 희망한다."라고 말하였다.
라이언은 트럼프에 자신의 승인을 철회하지 않았으나 자신이 트럼프와 선거 운동을 벌이지 않을 것이며 의회에서 공화당의 다수를 유지하는 데 전념할 것이라고 공화당의 지도자들에게 말하였다. 트럼프는 화가 나면서 트위터에 반응하여 "우리의 매우 약하고 비효과적인 당수 폴 라이언은 자신의 회원들이 그의 불출성에 거칠어진 나쁜 전화 회의를 가졌다."고 트위트하였다.
미국 역사상 가장 논쟁적인 대통령 선거 경주들 중의 하나 후에 트럼프는 11월 8일 미국의 45대 대통령으로 선출되었다. 라이언은 상원으로 재선되었고, 공화당은 하원과 상원에서 다수를 유지하였다. 힐러리 클린턴의 놀라운 패배가 있던 다음날 아침에 라이언은 자신의 고향으로부터 기자 회견에 이렇게 말하였다. "이것이 나의 일생에 내가 본 가장 놀라운 정치적 업적인 것을 내가 그냥 말하겠다 ... 도널드 트럼프는 아무도 듣지 않은 음성을 이 국가에서 들었다 ... 그는 아무도 하지 않은 방향들에서 국민들과 연결하였다. 그는 정치를 그 머리로 바꾸었다. 그리고 이제 도널드 트럼프는 통합된 공화당 정부를 지도할 것이다. 그리고 우리는 이 국가의 큰 도전들을 해결하는 데 긍정적인 의제에 함께 작동할 것이다." 라이언은 자신의 공화당원 동료들에 의하여 같은 달 하원 의장을 위하여 만장일치로 다시 지명되었다.

### 미국 보건법

2017년 미국 보건법에 미국 하원의 투표를 보여주는 지도 (갈색 - 공화당의 217표 찬성, 홍색 - 공화당의 20표 반대, 청색 - 민주당의 193표 반대, 회색 - 4개의 비어있는 의석, 분홍색 - 공화당의 투표하지 않은 1표)

2017년 3월 7일 하원의 공화당원들은 또한 오바마케어로 알려진 부담적정보험법을 무효로 하고 대체하는 데 미국 보건법을 소개하였다. 의장 라이언은 26세의 나이까지 그들의 부모들의 계획들에 머무는 데 어린이들을 위한 기존 조건과 수당과 함께 부담적정보험법을 유지하나 개인적인 위임을 폐지할 법안을 설명하는 데 이틀 후에 30분간 발표를 하였다. 어떤 법안들의 규정들은 보건 보험을 매입하는 데 개인들에게 환불이 가능한 세금 제공, 주들로 돈의 정액을 보내는 연방 정부와 함께 메디케이드의 구조 조정, 노인 등록자들에게 젊은이들보다 다섯배를 청구하는 데 보험업자들 허용과 낙태를 위한 정부의 기금 방지를 포함하였다.
트럼프 대통령은 트위터에 법안을 승인하여 그것을 "우리의 멋진 새로운 보건법"으로 언급하였다. 하지만 미국 퇴직자 협회와 미국 의료 협회를 포함한 많은 조직들은 법안을 반대하는 성명들을 발표하였고, 어떤 보수적 공화당원들도 또한 반대를 표명하여 그것을 "오바마케어 2.0"으로 불렀다.
하원은 3월 22일 법안에 투표하는 데 예정이 잡혔으나 공화당원들이 통과시키는 데 충분한 투표들을 가지지 않았기 때문에 연기되었다. 공화당 단체들은 성공 없이 최후적으로 투표의 다수에 도착하는 데 닫힌 문 뒤에서 트럼프 대통령과 만났다. 3월 23일 대통령은 법안에 투표하거나 미국 퇴직자 협회가 서는 데 공화당원들을 위하여 최후 통첩을 발행하였다. 충분한 성원을 할 수 없던 공화당원들은 라이언과 트럼프 대통령을 위한 주요 입법 차질에서 3월 24일 법안을 철회하였다.
더욱 많은 성원을 모으는 데 일한 후, 라이언은 5월 4일 217개 대 213개 투표의 좁은 차이에 의하여 통과된 폐지 입법을 도입하는 데 자신의 다음의 노력에서 성공적이었다. 하지만 그 포인트 후에 그의 관리들은 상원에 갇힌 오바마케어를 폐지하는 노력들로서 묶인 채로 남아있었다.

### 세금 개혁

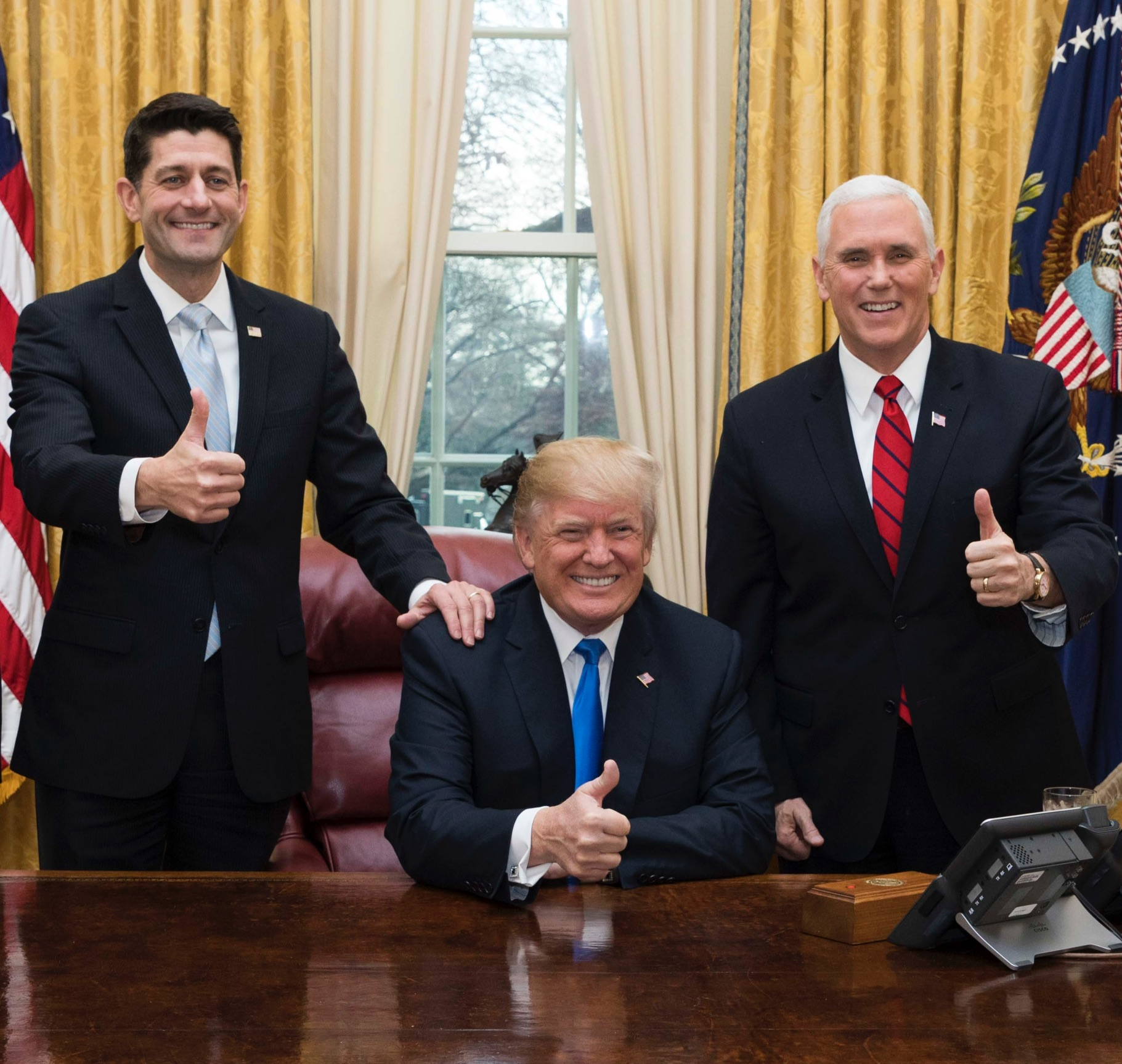
백악관에서 도널드 트럼프와 마이크 펜스 부통령과 함께 (2017년 12월 20일)

라이언은 다음에 그의 관심을 자신의 세금 개혁의 애무한 문제로 돌렸다. 그는 다시 이 역행에서 성공을 찾아 11월 16일 225개 대 205개의 투표에 의하여 하원의 법안의 통과를 언쟁하였다. 그 규정들 중에 세금법은 법인세를 35 퍼센트에서 20 퍼센트로 낮추어 개인적 세금 괄호의 수를 7개에서 4개로 줄였으며 표준공제를 두배로 하였다. 12월 2일 공화당 상원들은 법안에 관한 자신들의 설명을 위하여 좁은 승리를 거두어 법률로 되는 데 법안을 위한 그들의 다른 점들을 화해하는 데 필요한 2명의 의원들을 남겼다.
라이언과 상원의 여당 지도자 미치 매코널이 함께 최종 입법을 수정하는 데 출격하면서 정부의 일시폐쇄를 돌리는 데 연말 지출 법안의 일부로서 오바마케어에 자금 지원 여부에 대한 추가적인 문제들이 드러났다. 소수의 규정들의 제거를 위하여 두번 투표하는 데 하원을 요구한 마지막 순간의 걸림돌에 불구하고, 라이언과 그의 동료 공화당원 입법자들은 12월 20일 1.5조 달러 세금법의 통과와 함께 자신들의 오랫동안 기다려온 목적을 성취하였다.
세금법을 보호하는 데 추구한 라이언은 감세가 한 주에 별도의 1 달러 50 센트를 집에 가져가 코스트코의 회원 자격으로 그녀를 허용한 것에 감격한 고등학교 비서에 관하여 트위트하면서 몇주 후에 PR의 실수를 만들었다. 주요 법인세의 감세 후에 약간의 임금 인상을 퍼뜨린 것으로 비판을 받은 후, 라이언은 자신의 트위트를 지워 즉시 그렇게 하는 데 더욱 많은 관심을 끌었다.
2018년 3월 라이언은 철강과 알루미늄 수입품들에 광범위한 관세를 부과하는 트럼프 대통령의 계획에 의회적 반대의 중심에 있으면서 그런 대책들은 무역 전쟁을 일으키고 소비자들에게 영향을 미칠 것이라고 주장하였다. 그는 "난 더욱 똑똑한 방법은 그것을 더욱 수술하고, 더욱 표적화로 만드는 것이다."라며 어떤 국가들은 다른 나라들보다 더욱 남욕하는 행동에 종사했다는 것을 주목하였다. "그리고 우리가 행정부가 할 것을 격려하는 것은 분명히 합법적인 문제가 무엇인가에 전념하고 더욱 외과적으로 접근하는 것이다."

## 정계 은퇴
세금법의 통과의 최종의 날들 동안 라이언의 정계 은퇴가 발견된 것에 관한 속삭임 후에 그는 2018년 4월 공화당원 동료들과 함께 회합에서 그것들이 즉시 하원이 지도자들에 의하여 격추되었던 소식을 확인하였다. 당시 감정적으로 자란 그는 자신이 "내가 믿은 것이 매우 밝은 미래인 것과 함께 좋은 관리와 함께 이 소수를 남기고 있었으며 자신의 자녀들과 함께 더욱 많은 시간을 보내는 데 기대하고 있었다"고 말하였다.
라이언은 2019년 1월 의원 기간이 끝날 때까지 지속적으로 지낼 것이라고 말하여 힘을 다하는 데 하원의 여당 지도자 케빈 매카시와 원내총무 스티브 스컬리스 같은 가능한 후임자들을 위한 시간을 남겼다.

## 역대 선거 결과
| 선거명      | 직책명                        | 대수  | 정당   | 득표율 | 득표수    | 결과 | 당락                     |
| ----------- | ----------------------------- | ----- | ------ | ------ | --------- | ---- | ------------------------ |
| 1998년 선거 | 하원의원 (위스콘신 제1선거구) | 106대 | 공화당 | 57.11% | 108,475표 | 1위  | 위스콘신주 하원의원 당선 |
| 2000년 선거 | 하원의원 (위스콘신 제1선거구) | 107대 | 공화당 | 66.57% | 177,612표 | 1위  | 위스콘신주 하원의원 당선 |
| 2002년 선거 | 하원의원 (위스콘신 제1선거구) | 108대 | 공화당 | 67.19% | 140,176표 | 1위  | 위스콘신주 하원의원 당선 |
| 2004년 선거 | 하원의원 (위스콘신 제1선거구) | 109대 | 공화당 | 65.41% | 233,372표 | 1위  | 위스콘신주 하원의원 당선 |
| 2006년 선거 | 하원의원 (위스콘신 제1선거구) | 110대 | 공화당 | 62.63% | 161,320표 | 1위  | 위스콘신주 하원의원 당선 |
| 2008년 선거 | 하원의원 (위스콘신 제1선거구) | 111대 | 공화당 | 63.97% | 231,009표 | 1위  | 위스콘신주 하원의원 당선 |
| 2010년 선거 | 하원의원 (위스콘신 제1선거구) | 112대 | 공화당 | 68.21% | 179,819표 | 1위  | 위스콘신주 하원의원 당선 |
| 2012년 선거 | 하원의원 (위스콘신 제1선거구) | 113대 | 공화당 | 54.90% | 200,423표 | 1위  | 위스콘신주 하원의원 당선 |
| 2008년 선거 | 미국의 부통령                 | 47대  | 공화당 | 38.29% | 206표     | 2위  | 낙선                     |
| 2014년 선거 | 하원의원 (위스콘신 제1선거구) | 114대 | 공화당 | 63.27% | 182,316표 | 1위  | 위스콘신주 하원의원 당선 |
| 2016년 선거 | 하원의원 (위스콘신 제1선거구) | 115대 | 공화당 | 64.95% | 230,072표 | 1위  | 위스콘신주 하원의원 당선 |